# Потенца (округ)
Округ Потенца (итал. Provincia di Potenza) је округ у оквиру покрајине Базиликата у средишњој Италији. Седиште округа и покрајине и највеће градско насеље је истоимени град Потенца.
Површина округа је 6.546 км², а број становника 386.163 (2008. године).

## Природне одлике
Округ Потенца чини већи, западни део историјске области Базиликата. Он се налази у јужном делу државе, са кратким изласком на Тиренско море на југозападу. У већем делу округа се налази јужни део планинског ланца Апенина (Лукански Апенини). Између њих налази се бреговито подручје познато по виноградарству и производњи вина. На крајњем истоку подручје се спушта у бреговито. Реке у округу су Брадано и Базенто. 

## Становништво
По последњим проценама из 2008. године у округу Потенца живи преко 380.000 становника. Густина насељености је веома мала, испод 60 ст/км². Источна, нижа половина округа је боље насељена, као и око главног града Потенце у средишњем делу округа. Западни, планински део је ређе насељен и слабије развијен.

## Општине и насеља
У округу Потенца постоји 100 општина (итал. Comuni).
Најважније градско насеље и седиште округа и покрајине је град Потенца (69.000 ст.) у средишњем делу округа. Други по величини је град Мелфи (17.000 ст.) у северном делу округа.